# Anglesey
Anglesey (phát âm tiếng Anh: /ˈæŋɡəlsi/, tiếng Wales: Ynys Môn [ˈənɨs ˈmoːn]), là một hòn đảo, và với tên Isle of Anglesey, là một hạt ở ngoài khơi bờ biển tây bắc của Wales. Có hai cây cầu bắc qua eo biển Menai, kết nối Anglesey với đảo chính: đầu tiên là cầu treo Menai, do Thomas Telford thiết kế vào năm 1826, thuộc tuyến A5; và gần đây hơn là việc tái xây dựng cầu Britannia (thay thế cây cầu cũ do Robert Stephenson thiết kế), phục cụ tuyến A55 và đường sắt North Wales Coast. Nhà sử học và tác giả John Davies cho rằng trong thế kỷ 10 đầy biến động, tên tiếng Norse của Ynys Môn, Anglesey, đã ra đời; tên gọi này sau đó được đưa vào tiếng Anh sau khi những kẻ chiếm đóng người Anglo-Norman đến và chinh phục hòn đảo trong thế kỷ 11.
Tên gọi Anglesey sau đó được sử dụng trong tiếng Anh như là tên của một hạt bao gồm cả đảo Holy và các đảo nhỏ lân cận. Khoảng một nửa cư dân Anglesey có thể nói, đọc và viết tiếng Wales cũng như tiếng Anh, và 70% có kiến thức về tiếng Wales.. Với diện tích 714 kilômét vuông (276 dặm vuông Anh), (675 km² nếu chỉ tính riêng đảo Anglesey, không bao gồm đảo Holy) Anglesey là đảo lớn nhất Wales, hòn đảo lớn nhất Đại Anh (Great Britain), và cũng là đảo lớn nhất tại biển Ireland, trên cả đảo Man.